# Torneo Supercup 2019
Il Torneo Supercup 2019 si è svolto dal 16 al 18 agosto 2019.
Gli incontri sono stati disputati nell'impianto Inselparkhalle, situato nella città di Amburgo.

## Squadre partecipanti
1. Germania
2. Polonia
3. Rep. Ceca
4. Ungheria

## Risultati
| Amburgo 16 agosto 2019, ore 17:30 | Rep. Ceca | 96 – 86 | Polonia | Inselparkhalle |

| Amburgo 16 agosto 2019, ore 20:00 | Germania | 83 – 62 | Ungheria | Inselparkhalle |

| Amburgo 17 agosto 2019, ore 17:30 | Ungheria | 80 – 75 | Polonia | Inselparkhalle |

| Amburgo 17 agosto 2019, ore 20:00 | Germania | 87 – 68 | Rep. Ceca | Inselparkhalle |

| Amburgo 18 agosto 2019, ore 15:00 | Germania | 92 – 64 | Polonia | Inselparkhalle |

| Amburgo 18 agosto 2019, ore 17:30 | Rep. Ceca | 103 – 83 | Ungheria | Inselparkhalle |

## Classifica
| -  | Team      | PT |
| -- | --------- | -- |
| 1. | Germania  | 6  |
| 2. | Rep. Ceca | 4  |
| 3. | Ungheria  | 2  |
| 4. | Polonia   | 0  |